# Zvezdan Mitrović

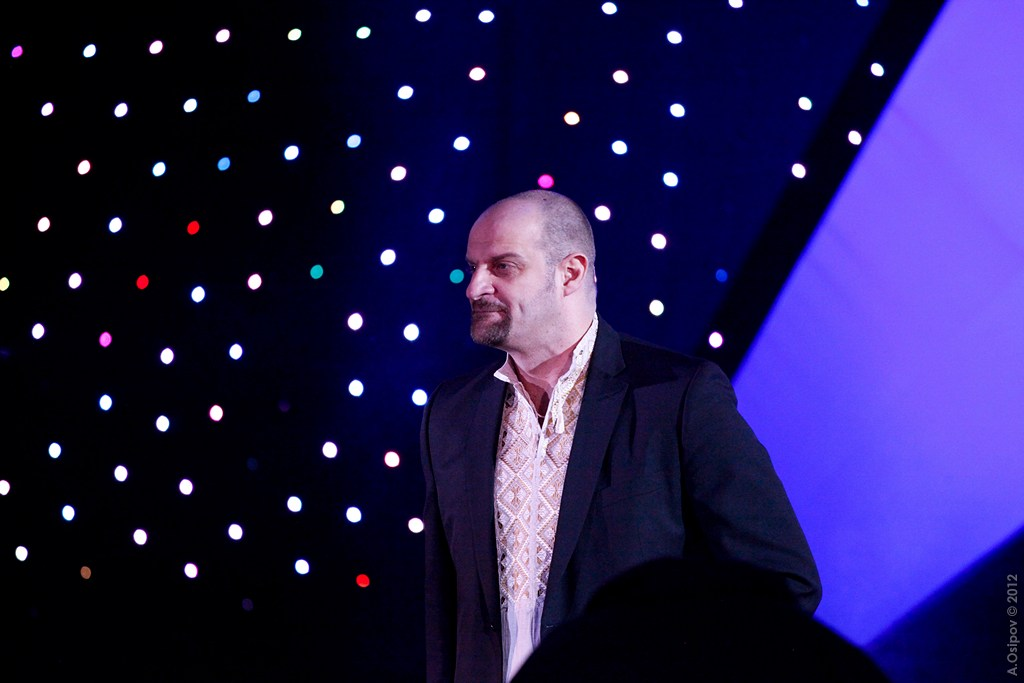
Zvezdan Mitrović im Jahr 2012

Zvezdan Mitrović (kyrillisch: Звездан Митровић) (* 19. Februar 1970 in Podgorica) ist ein montenegrinischer Basketballtrainer.

## Laufbahn
Mitrović begann seine Laufbahn in der zweiten Hälfte der 1990er Jahre als Co-Trainer bei Budućnost Podgorica. In der Saison 2001/02 nahm er mit der Mannschaft an der Euroleague teil. Im Jahr 2002 trat er das Cheftraineramt bei Chimik Juschne in der Ukraine an. Er arbeitete bis 2007 in Juschne. 2006 erreichte er mit der Mannschaft das Endspiel des europäischen Vereinswettbewerbs FIBA EuroCup Challenge, verlor dort jedoch in Hin- und Rückspiel gegen BK Ural aus Russland.
Von November 2007 bis Januar 2011 war Mitrović Cheftrainer von Kryvbasbasket-Lux Krywyj Rih in der ukrainischen Stadt Krywyj Rih. 2009 führte er Krywyj Rih zum Gewinn des Meistertitels in der Ukraine. Nach einem Jahr beim Hauptstadtverein BK Budiwelnyk Kiew (2011/12), mit dem er den ukrainischen Pokalwettbewerb gewann, ging Mitrović nach Juschne zurück und betreute Chimik in der zweiten Hälfte des Spieljahres 2012/13. Teils gleichzeitig mit seinen Aufgaben im Vereinsbasketball war er in den Jahren 2012 und 2013 Co-Trainer der montenegrinischen Nationalmannschaft. Im Januar 2014 wurde er vom BK Asowmasch Mariupol (ebenfalls Ukraine) verpflichtet und übte dort bis Mai 2014 das Cheftraineramt aus.
Im März 2015 wurde Mitrović vom AS Monaco (damals auf dem zweiten Tabellenplatz in der zweiten Liga Frankreichs stehend) als Trainer verpflichtet. Da Mitrović zunächst nicht über den in der Liga geforderten Trainerschein verfügte, tauchte vorerst Philippe Beorchia bei Monacos Spielen in den offiziellen Dokumenten als Cheftrainer auf. Nach dem Aufstieg im Frühjahr 2015 betreute Mitrović Monaco fortan in der höchsten französischen Liga, ProA. Der mit großen finanziellen Mitteln ausgestattete Klub aus dem Fürstentum mischte in ProA als Neuling gleich in der Spitzengruppe mit. Mitrović führte Monaco in der Saison 2015/16 ins ProA-Halbfinale, nachdem man die Hauptrunde als Tabellenerster abgeschlossen hatte. Auch in der Saison 2016/17 stand Monaco unter Mitrović am Ende der ProA-Hauptrunde auf dem ersten Platz, schied jedoch im Viertelfinale aus. Im europäischen Vereinswettbewerb Champions League erreichte er mit Monaco das Halbfinale, unterlag dort aber Banvit aus der Türkei. In der Saison 2017/18 machte Mitrović mit der Mannschaft aus dem Fürstentum weitere Schritt nach vorne. Am Ende der Hauptrunde der französischen Liga stand er mit Monaco im dritten Jahr in Folge an der Tabellenspitze. Er führte Monaco in die Finalserie um die französische Meisterschaft, musste sich dort aber Le Mans mit 2:3-Siegen geschlagen geben. In der Champions League zog man ins Endspiel ein und verlor dieses gegen AEK Athen. Titellos war seine Zeit in Monaco aber nicht: 2016, 2017 und 2018 gewann er mit der Mannschaft den Ligapokal. Mitrovićs Stil als Trainer zeichnet sich durch strikte Verteidigungsschemata aus, im Angriff lässt er seinen Spielern Freiheiten, eigene Lösungen gegen die gegnerische Deckung zu finden. Eigener Aussage nach wurde seine Arbeit insbesondere durch das Studium der Trainerstile von Željko Obradović und Dušan Ivković geprägt.
In der Sommerpause 2018 unterschrieb er einen Dreijahresvertrag bei ASVEL Lyon-Villeurbanne. ASVEL wurde 2018/19 unter seiner Leitung Erster der ProA-Hauptrunde und gewann anschließend den Meistertitel. Finalgegner war seine ehemalige Mannschaft aus Monaco. Im Mai 2019 gewann er mit ASVEL auch den französischen Pokalwettbewerb. In der Saison 2019/20 stand Mitrović mit ASVEL in der französischen Liga auf dem zweiten Tabellenplatz, als das Spieljahr wegen der Ausbreitung des Coronavirus abgebrochen wurde. Er nahm mit ASVEL 2019/20 auch an der Euroleague teil, dort verbuchte er mit der Mannschaft zehn Siege und 18 Niederlagen. Mitrović war während seiner Amtszeit in Lyon-Villeurbanne zeitweise gleichzeitig Nationaltrainer Montenegros und betreute diese unter anderem bei der Weltmeisterschaft 2019. Im Mai 2020 wurde Mitrović in Lyon-Villeurbanne entlassen. Vereinspräsident Tony Parker warf ihm vor, sich nicht an Absprachen gehalten zu haben. Laut Parker lagen die Gründe der Trennung nicht im sportlichen Bereich. Mitrović setzte sich gegen die Entlassung zur Wehr und forderte die Euroleague auf, in der Streitsache zu vermitteln. Als die Vermittlung scheiterte, kündigte er an, rechtlich gegen ASVEL vorzugehen.
Anfang Juli 2020 gab AS Monaco seine Rückkehr als Cheftrainer bekannt. Er führte die Mannschaft in der Saison 2020/21 zum Gewinn des europäischen Vereinswettbewerbs EuroCup und wurde als bester Trainer der EuroCup-Saison ausgezeichnet. Mitte Dezember 2021 trennten sich Mitrović und Monaco. Die Mannschaft stand zu der Zeit in der französischen Liga auf dem zweiten Rang und wies in der EuroLeague fünf Siege sowie neun Niederlagen auf. Im September 2022 errang Mitrović vor Gericht im Streit mit ASVEL wegen der Entlassung im Jahr 2020 einen Sieg: Der Verein wurde wegen widerrechtlicher Entlassung verurteilt, dem Trainer 481 464 Euro zu zahlen.
Im Mai 2023 gab Galatasaray Istanbul die Verpflichtung des Montenegriners bekannt. Ende Januar 2024 wurde er entlassen. Anfang Juni 2024 wurde Mitrović als neuer Trainer der slowenischen Spitzenmannschaft Cedevita Olimpija Ljubljana vorgestellt. Er gewann mit Olimpija in der Saison 2024/25 die slowenische Meisterschaft und den Pokalwettbewerb.